# Carex trichina
Carex trichina là một loài thực vật có hoa trong họ Cói. Loài này được Fernald mô tả khoa học đầu tiên năm 1933.